# Urho Kekkonen

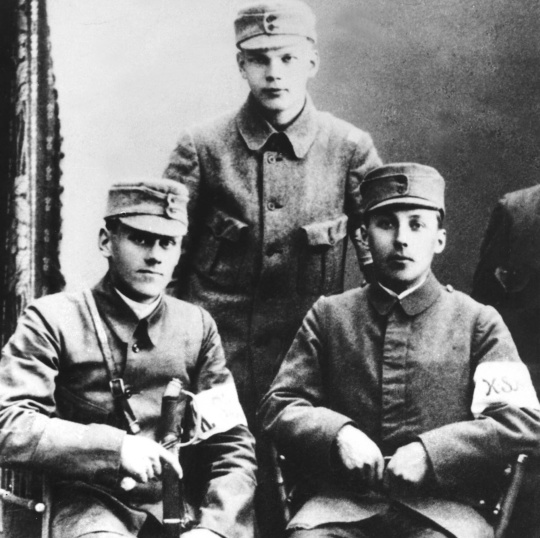
Kekkonen (stående) under finska inbördeskriget 1918.

President Urho Kekkonen 1975.

Urho Kaleva Kekkonen, född 3 september 1900 i Pielavesi i Savolax (i dåvarande Storfurstendömet Finland), död 31 augusti 1986 i Helsingfors, var den dominerande politikern i Republiken Finland under stora delar av tiden efter andra världskriget. Kekkonen var jurist och representerade innan presidentskapet Agrarförbundet. Han var riksdagsman 1936–1954, riksdagens talman 1948–1950, justitieminister 1936–1937 och 1944–1946, inrikesminister 1937–1939, Finlands statsminister 1950–1953 och 1954–1956 samt Finlands president 1956–1981. Före andra världskriget var han även idrottsman och ordförande i Finlands Friidrottsförbund.

## Tidig karriär
Kekkonen engagerade sig tidigt i samhällets tjänst. Han deltog i inbördeskriget 1917–1918 på den vita sidan. I maj 1918 förde han befälet över en exekutionspluton som avrättade tillfångatagna rödgardister i Fredrikshamn. Denna ”officiella hemlighet” erkände han själv efter sextio års tystnad, när hans självbiografi utgavs, och han uttryckte då ånger över sitt handlande 1918.
Kekkonen tog studentexamen 1919 och började sedan läsa juridik vid Helsingfors universitet. Han avlade juris kandidatexamen 1928 och disputerade för juris doktorsgraden 1936. Som jurist arbetade han från 1927 till 1931 för Maalaiskuntien liitto, de finska landskommunernas förbund. Från 1933 till 1936 var han anställd vid lantbruksministeriet som yngre regeringssekreterare.
Efter inbördeskriget sökte Kekkonen sig till idrottsrörelsen. Han blev en framstående friidrottare i framför allt två grenar som inte längre finns med i modern friidrott, nämligen stående höjdhopp och stående trestegshopp. I höjdhopp blev han finsk mästare 1924 och i stående trestegshopp innehade han en tid ett inofficiellt världsrekord.[källa behövs] Av mer moderna friidrottsgrenar kan nämnas 100 m löpning där han uppnådde den under 1920-talet aktningsvärda tiden 11,0 sekunder. Det var måhända mest de idrottsliga framgångarna som banade väg för karriären inom riksidrottsförbundet. Kekkonen var ordförande för Finlands olympiska kommitté från 1938 till 1946.

## Politisk karriär fram till 1956
Kekkonen engagerade sig i studentpolitiken under 1920-talet genom Nordösterbottniska nationen (Pohjois-pohjalainen osakunta). 1924 gick han med i det högerradikala Akademiska Karelen-Sällskapet (Akateeminen Karjala-Seura, AKS). Efter ett studiebesök i Tyskland 1932 där Kekkonen bevittnade Adolf Hitlers ökande politiska inflytande, som ledde fram till det nationalsocialistiska maktövertagandet året efter, tog han offentligt ställning mot högerextremismen. Efter Mäntsäläupproret samma år lämnade Kekkonen, liksom många andra, det allt mer extrema AKS.
Kekkonen valdes in i riksdagen 1936 och blev samma år justitieminister i Kyösti Kallios fjärde regering. När A.K. Cajander tog över som statsminister 1937 sedan Kallio hade valts till republikens president, blev Kekkonen i stället inrikesminister, en post som han innehade till 1939. När Risto Ryti bildade samlingsregering vid Vinterkrigets utbrott blev Kekkonen ställd utanför. Kekkonen var ledamot i riksdagens utrikesutskott och när detta skulle rösta om att godkänna Moskvafreden på hösten 1940 röstade Kekkonen emot. I plenum röstade riksdagen ja till avtalet med 142 röster för och 3 emot. 42 ledamöter var frånvarande, däribland Kekkonen.
Kekkonen skrev kolumner i tidningen Suomen kuvalehti under pseudonymen Pekka Peitsi. Kekkonen hade tidigare varit fientligt inställd till Sovjetunionen men under hösten 1943 skedde en omsvängning och "Pekka Peitsi" började förespråka en fredsuppgörelse med Sovjetunionen. I december 1943 besökte han Stockholm och höll ett tal där han gjorde klart att Finlands utrikespolitik helt måste byta kurs. Denna måste ha som syfte att skapa förtroende mellan Finland och Sovjetunionen. 1944 publicerade Kekkonen pamfletten Tässä sitä ollaan (Här är vi nu) där han upprepade kravet på en utrikespolitisk omsvängning. Han menade också att de etablerade partierna måste gå in för sociala reformer för att inte lämna fältet öppet för radikala rörelser.
När Paasikivis regering tillträdde i november 1944 blev Kekkonen justitieminister och fick ansvaret för rättegångarna mot de politiker som ansågs ha haft ansvaret för kriget. Han var justitieminister till 1946 och därefter riksdagens talman 1948–1950.
Kekkonen ställde upp i 1950 års presidentval men Paasikivi vann redan i första omgången. Regeringen Fagerholm avgick och Paasikivi utnämnde istället Kekkonen till statsminister. Den 17 mars 1950 tillträdde den första regeringen Kekkonen. I den första ministären ingick förutom 10 agrarer även två ministrar från Svenska folkpartiet, två från Framstegspartiet och en opolitisk minister. I juni reste han till Moskva och kunde skriva under ett femårigt handelsavtal med Sovjetunionen. Hans tacktelegram till Stalin publicerades i den sovjetiska pressen.
Efter att Koreakriget utbröt sommaren 1950 drabbades Finland liksom många andra länder av hög inflation. Regeringen införde åter prisregleringar. I januari 1951 tillträdde Kekkonens andra regering med företrädare från Agrarförbundet och Socialdemokraterna samt två ledamöter från Svenska folkpartiet och en från Framstegspartiet. Tack vare den högkonjunktur som följde på Koreakriget kunde regeringen sjösätta ett ekonomiskt program och en ny självstyrelselag för Åland.
I september 1951 tillträdde Kekkonens tredje regering efter att Framstegspartiet hade splittrats. Finland drabbades snart av en lågkonjunktur. Regeringen sysselsatte sig bland annat med statliga industriprojekt i norra Finland. I juli 1953 tillträdde Kekkonens fjärde regering, denna gång utan socialdemokraterna. En reform som regeringen genomförde under sina fyra månader var en förlängning av riksdagens mandatperiod från tre år till fyra år.
Efter riksdagsvalet 1954 tillträdde regeringen Törngren i maj 1954 där Kekkonen var utrikesminister. Han besökte Moskva i juli och undertecknade ett nytt handelsavtal. I oktober 1954 tillträdde Kekkonens femte regering med Agrarförbundet och socialdemokraterna. Under denna regering återlämnades Porkalabasen till Finland vilket var en fjäder i hatten för Kekkonen. Kekkonen vann presidentvalet 1956 med minsta möjliga marginal.
Efterträdare som statsminister blev huvudmotståndaren från presidentvalet, socialdemokraten Karl-August Fagerholm.

## Tiden som president
Kekkonens tid som president var exceptionellt lång, 1956–1981 (se även Finland under efterkrigstiden), och hans metoder att förbli vid makten har varken av samtiden eller i historiens ljus setts som helt rumsrena. Trots det blev han med åren en mycket populär president och till slut var det många som inte kunde tänka sig annat än att han skulle sitta kvar på presidentposten. Han avgick slutligen 1982, inte efter nederlag i ett presidentval, utan av hälsoskäl.

### Första perioden

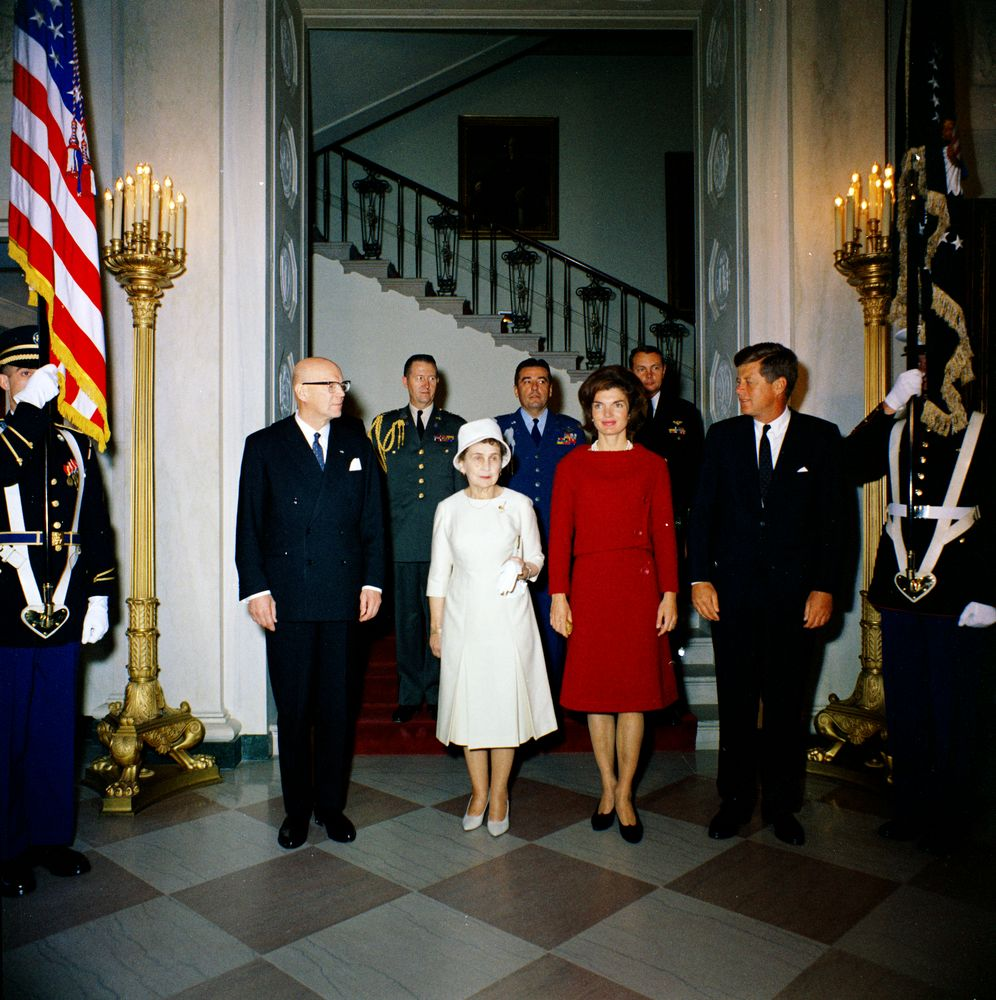
Kekkonen på besök i USA år 1961. Från vänster: Urho Kekkonen, Sylvi Kekkonen, Jacqueline Kennedy och John F. Kennedy.

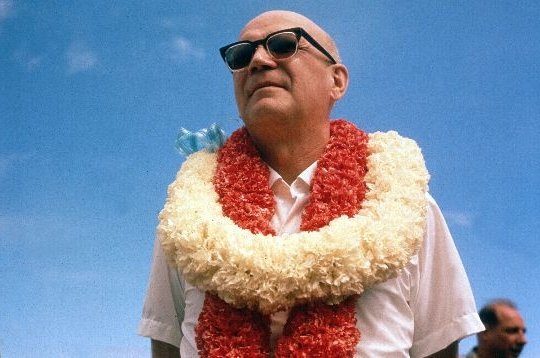
Kekkonen vistades på Maui i början av notkrisen.

Kekkonen valdes till republikens president 1956, när han vann presidentvalet mot socialdemokraten K. A. Fagerholm med rösterna 151–149 i den tredje och avgörande omröstningen där Demokratiska förbundet för Finlands folk (DFFF) ställde sig bakom Kekkonen. I de föregående valen hade Kekkonen erhållit 88 elektorsröster. Den taktiska bilden av det dramatiska valet har aldrig blivit helt klar, såsom vilka löften som givits och sanningshalten om ryktena om köpta röster.
Snart efter presidentvalet, på våren 1956, utlyste fackförbundet FFC en generalstrejk. Dess politiska karaktär har aldrig medgivits av FFC, men Kekkonens personlighet och valet av en agrarförbundare sägs ha inverkat på strejkens utlysning. I början av presidentperioden försökte Kekkonen hålla en låg profil, speciellt inom inrikesfrågorna.
Sovjetunionen visade tyst sin motvilja mot den i augusti 1958 födda Fagerholms bredbasiga majoritetsregering. President Kekkonen deltog i kritiken och medverkade till att denna så kallade nattfrostregering föll i december. Historieforskningen har inte kommit till enighet om Kekkonens motiv: man har frågat sig ifall det i bakgrunden fanns en gemensam oro hos presidenten och stormakten att en bred koalition skulle försöka avskärma Kekkonen i det följande presidentvalet.
Fagerholmregeringens öde påverkades av att det tog tid att bilda majoritetsregeringen. I dess plats var man tvungen att förlita sig på den agrarförbundsstödda minoritetsregeringen. Socialdemokraternas interna schism bidrog till den splittrade inrikespolitiken. Urho Kekkonen försökte ivrigt bilda sin egen nyvalda majoritetsregering och förverkliga de utrikespolitiska målen. Han sände sådana meddelanden till Sovjetledningen utan det övriga Finlands vetskap.
Kekkonen planerade redan i maj 1961 att upplösa riksdagen så att han skulle kunna påverka den allians som rest sig mot honom och vars kandidat var den före detta justitiekanslern Olavi Honka.
I oktober-november 1961 åkte Kekkonen till Kanada, Washington och andra resmål i USA. Två träffar ägde rum med president John F. Kennedy. Finland drabbades av ett nytt hårt slag, den så kallade notkrisen i oktober 1961. Sovjetregeringen åberopade i en not det tilltagande militära kristillståndet i Nordeuropa, och särskilt förbundsrepubliken Tysklands roll i sammanhanget, för att få till stånd nya konsultationer med Finland med hänvisning till vsb-pakten. Berlinkrisen fanns med i bilden. Efter att ha mottagit noten skickade Kekkonen omedelbart utrikesminister Ahti Karjalainen, som var med på Amerikaresan, hem till Helsingfors för en första krishantering och återvände själv strax efteråt. En omfattande diskussion har förts om noten var ”beställd” för att stötta Kekkonen i presidentvalet i januari 1962 mot Honkaförbundet som samlats bakom förre justitiekanslern Olavi Honka som presidentkandidat. Sådana uppfattningar spreds också av Kekkonenkritiska finländare och rapporterades till olika västregeringar, vilket försämrade Kekkonens anseende i dessa kretsar. Honkaförbundet stöddes av alla som ogillade Kekkonen och särskilt dennes utrikespolitik, dvs socialdemokrater, samlingspartister, stora delar av de andra borgerliga mittenpartierna liksom Veikko Vennamos utbrytarparti från agrarförbundet, småbrukarpartiet.
Kekkonen sade bestämt nej till militära konsultationer enligt vsb-paktens andra artikel och förordade politiska samtal med sovjetledaren Nikita Chrusjtjov byggda på ömsesidigt förtroende. Han fick stöd för sin uppfattning av Chrusjtjov vid deras möte i Novosibirsk i november 1961. Chrusjtjov sade sig ha förtroende för och lita på Kekkonen personligen. På detta sätt lyckades Kekkonen avvärja notkrisen utan att framkalla några militära konsultationer, vilket varit hans taktik från början direkt efter utlösningen av det nya kristillståndet. Vid hemkomsten från USA hyllades presidenten för att ha säkrat landets självständighet och neutralitetspolitik. Honkafronten hade rämnat under resan till Novosibirsk. Många på den borgerliga sidan hade flyttat över sina sympatier till Kekkonen som fortsatt president. Olavi Honka avsade sig sin presidentkandidatur.
Kekkonen återvaldes med 199 av 300 röster. Fagerholm hade till och med på sluttampen föreslagit omval av Kekkonen med stöd av en undantagslag. Kekkonens utrikespolitik hade segrat. Hans ställning, utrikespolitiskt och inrikespolitiskt sett, hade stärkts. Efter återvalet inleddes en längre period då han successivt blev mindre och mindre omstridd som landets ledare, och med åren rent av utvecklade en viss maktfullkomlighet.

### Andra perioden
Man har ansett att som ett direkt resultat av notkrisen försvann den egentliga oppositionen och att Kekkonen fick en starkare position, senare även med egenmäktiga inslag, för att leda den finländska politiken.
Kekkonen försökte få partimajoriteternas stöd vilket inom den finländska politiken närmast är en förutsättning för presidentskapet. Som påtryckningsargument använde Kekkonen sin utrikespolitiska tillförlitlighet. Detta betydde att regeringsansvaret var hans och att hans godkännande krävdes för den utrikespolitiska linjen. Till exempel godkände Samlingspartiet den regering som efter notkrisen leddes av Johannes Virolainen, efter att den visat sin lojalitet mot Kekkonen.
Ett viktigt maktinstrument var även Kekkonens personliga förhållanden. Presidenten höll kontakt med sina studiekamrater, och även med sina jakt-, fiske- och skidkamrater, samt med den snabbt uppväxande ungdomsintelligentian, som ofta kallades på så kallade barnkalas till hans tjänstebostad Ekudden. Urho Kekkonen tillsatte fortsättningsvis sina förtroendemän till statsförvaltningens alla hörn samt till alla betydande partier och till affärslivet. Kekkonen hade även otaliga konstnärsvänner. Kekkonen hade som egenskap att han kunde röra sig obehindrat bland olika grupper långt innan nätverk blev ett modeuttryck.
Förutom Agrarförbundet fick Kekkonen redan i förväg stöd 1966 av vänsterpartierna Finlands socialdemokratiska parti (SDP) och Demokratiska förbundet för Finlands folk (DFFF) samt av Arbetarnas och småbrukarnas socialdemokratiska förbund (ASSF) för den nybildade folkfrontsregeringen. När dessa och de övriga partierna som var med i den av socialdemokraten Rafael Paasio ledda folkfrontsregeringen inte erhöll tillräcklig majoritet för sitt undantagslagförslag satte de Kekkonen som sin kandidat. Han valdes åter en gång till Finlands president år 1968 i valets första omgång efter att ha fått stöd av 201 elektorer.
Uttrycket finlandisering myntades i det tyskspråkiga Mellaneuropa under Kekkonens andra presidentperiod.

### Tredje perioden
Medan Kekkonen var bunden till samarbete inom inrikespolitiken var han ensam härskare inom utrikespolitiken. Till sin hjälp hade han bara sina egna betrodda hjälpredor som oftast kom från utrikesministeriet. Kekkonen tog i slutet på 1960-talet ett antal utrikespolitiska initiativ. Dessa berörde Norden som en kärnvapenfri zon, gränsfred med Norge samt möten kring säkerhets- och samarbetsfrågor i Europa. Målet med samtliga initiativ var att undvika en anpassning till VSB-avtalets militära artiklar, det vill säga ett militärt samarbete mellan Finland och Sovjetunionen och genom detta förstärka Finlands försök till neutralitetspolitik. Efter invasionen av Tjeckoslovakien år 1968 ökade trycket för neutralitet. Kekkonen meddelade sovjeterna år 1970, att han inte tänkte fortsätta som president och att VSB-föredraget upphörde att gälla ifall inte Sovjetunionen erkände Finlands neutralitet.
Kekkonen spelade taktiskt spel och trängde in det Nordiska ekonomiförbundet Nordek i ett hörn, när det framkom att Sovjetunionen motsatte sig detta. Nordekprojektet hade drivits av Mauno Koivisto och presidenten motiverade förkastandet med att detta arrangemang skulle bli den västeuropeiska ekonomiunionens farstu. Riksdagsvalet år 1970 innebar ett slut för folkfrontssamarbetet. Kekkonen aktiverade sig i inrikespolitiken till den grad att han verkade som en andra statsminister och deltog bland annat i skapandet av de inkomstpolitiska förhandlingarna, vilket kom att kallas UKK-avtalet.
I Finland valdes statsöverhuvudet för den tredje gången utan val och motkandidater när Kekkonens presidentperiod fortsatte för fyra år genom en undantagslag som antogs i januari 1973. Bakgrunden till undantagslagen är inte helt känd och forskare tvistar ännu om denna. Enligt Martti Häikiös tolkning tvingade Kekkonen Ahti Karjalainen att göra ett förslag om förlängning av presidentperioden i januari 1972. Kekkonen utnämnde sedan Rafael Paasio till statsminister i februari, där han ledde en socialdemokratisk minoritetsregering och slutligen krävde en undantagslag i april. Allt detta gjorde Kekkonen för att förhindra de större partierna, socialdemokraterna och centerpartiet, att sätta upp sina egna kandidater vid sommarens partikonvent. På detta vis avskärmade Kekkonen Mauno Koivisto som allmänt ansågs vara huvudkandidaten, och som hade ett stabilt understöd i galluparna. Ahti Karjalainen som ansågs vara Kekkonens tronarvinge och centerns ordförande, den populäre Johannes Virolainen, fick ta emot de hårda törnarna.
Kekkonen oroades märkbart av den världspolitiska situation som uppkommit efter Tjeckoslovakiens ockupation år 1968 samt hårdnandet av Sovjetunionens Finlandspolitik. Han ansåg sig vara den enda som kunde avvärja detta ökande tryck mot Finland.
Undantagslagens genomförande kom dock att bli problematisk eftersom den krävde 5/6 understöd i riksdagen. Vid regeringens samlande bildades ett politiskt paket, till vars delar hörde förutom undantagslagen även det avtal som Finland förhandlat fram i juli 1972 tillsammans med den europeiska ekonomiska samarbetsorganisation EEC och de utökade befogenheter inom ekonomisk reglering som stöddes av vänstern och som kallades skyddslagar. Den regering som leddes av Kalevi Sorsa lyckades dock inte få den nödvändiga majoriteten för detta paket. Därför hotade Kekkonen i december att han inte skulle stå till förfogande som president. I sina officiella motiveringar hänvisade han till det så kallade Zavidovo-memorandumet som läckt ut till offentligheten i oktober och som innehöll samtal som hållits mellan honom och sovjetledningen i augusti. I den uppskrämda förvirring som uppstod lyckades man få ihop den nödvändiga majoriteten och undantagslagen antogs i januari 1973 med rösterna 170–28. På detta vis kunde Kekkonens presidentperiod förlängas med fyra år fram till år 1978.

### Fjärde perioden

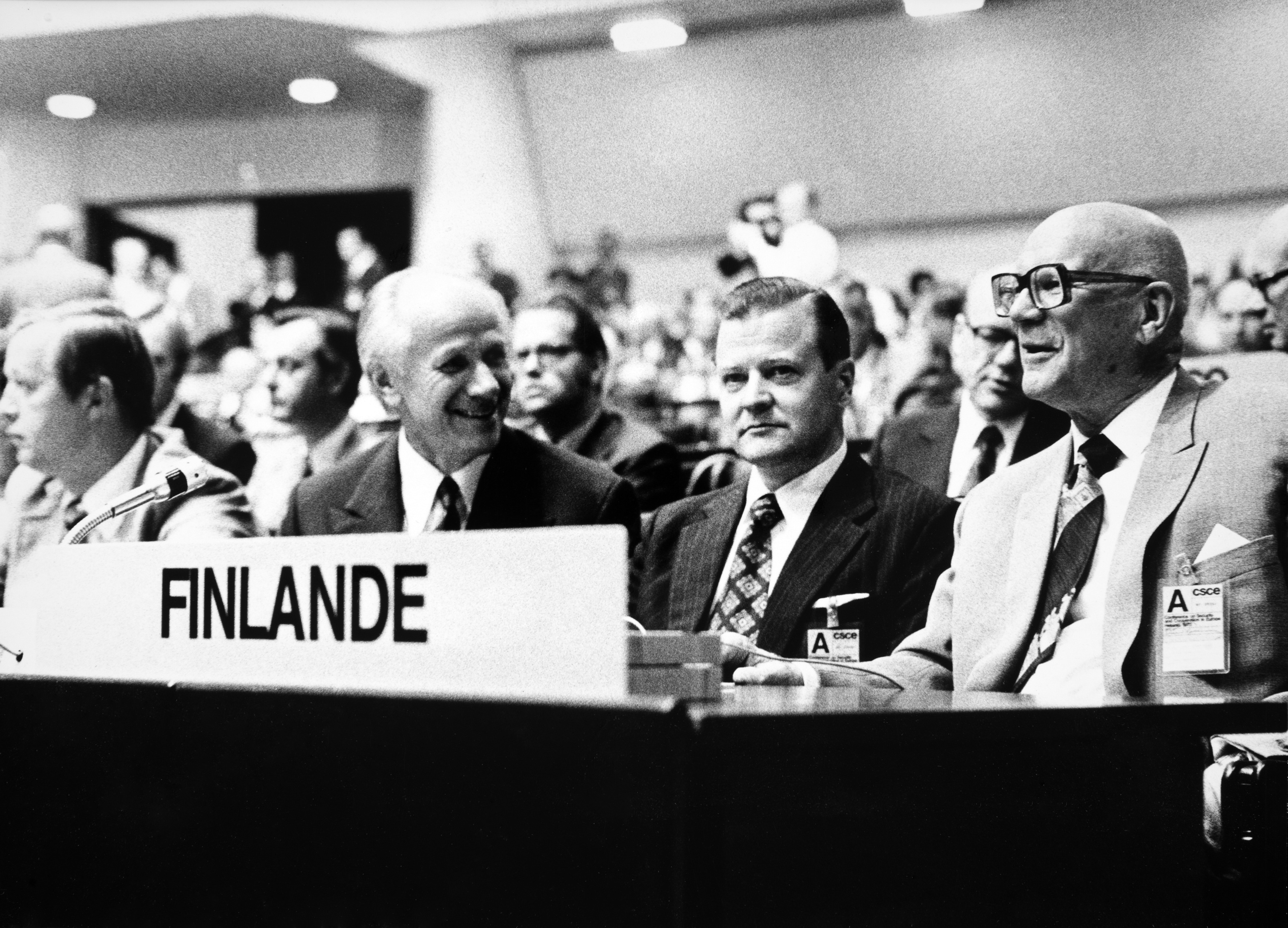
Europeiska säkerhets- och samarbetskonferensen (ESSK) i Helsingfors år 1975. Från vänster utrikesminister Olavi J. Mattila, statsminister Keijo Liinamaa och president Urho Kekkonen.

När inga reella motkandidater eller motståndare som kunde presentera verkliga alternativ fanns breddades Kekkonens makt till nästan envälde enligt vissa bedömare. Året 1975 sägs vara denna maktställnings höjdpunkt. Kekkonen hade fällt riksdagen och var värd för Europeiska säkerhets- och sambandskonferensen (ESSK) i Helsingfors. Han lät redan i detta skede utropa sig själv till Socialdemokraternas och Centerns presidentkandidat för valet 1978. SDP hann dock fråga honom om hans kandidatskap innan hans eget parti Centerpartiet gjorde det. På hösten läxade Kekkonen upp de närvarande partiledarna från folkfrontsregeringens nödsituationsregering som leddes av Martti Miettunen.
Mot slutet av 1970-talet började det gå rykten om presidentens försvagade hälsotillstånd och skiftningarna i hans psykologiska kondition. Inget av detta kom dock ut i offentligheten.
Presidentvalet år 1978 var enbart ett statspolitiskt skådespel. När även Nationella Samlingspartiet utsåg Kekkonen till sin presidentkandidat fick han 82 procent av rösterna och 260 elektorer bakom sig av de fyra stora partierna. En enda samlingspartiröst förfulade statistiken i Kekkonenkoalitionen. Denna röst tillföll istället Kristliga förbundets Raino Westerholm.
Kekkonens suveräna maktutövning slutade enligt de flesta bedömare i april 1981, då statsminister Mauno Koivisto vägrade att avgå trots att han uppmanats till detta i klarspråk av Kekkonen. Koivisto bröt Kekkonentiden genom att kommentera att enligt grundlagen bör Finlands regering i främsta hand njuta riksdagens förtroende, inte presidentens.
Kekkonens hälsa svek honom synligt för första gången under en fisketur till Island samma år. Den 11 september 1981 begärde han sjukledighet och utan att ha återkommit till ämbetet utan alltjämt sjukskriven, bad han formellt om avsked den 27 oktober och uppmanade regeringen att se till att det valdes en ny president. Avskedsansökan godkändes samma dag och presidenval utlystes till i januari 1982. Efter detta syntes han aldrig mera i offentligheten. Statsminister Koivisto, som trädde in som ställföreträdande president, efterträdde även formellt Kekkonen som president när han valdes till det i valet året därpå.
Kekkonen var en av Finlands populäraste politiker. Efter hans död har dock kritiken mot honom vuxit. Men att hans skickliga balanspolitik gynnat Finland har knappast ifrågasatts.

## De sista åren

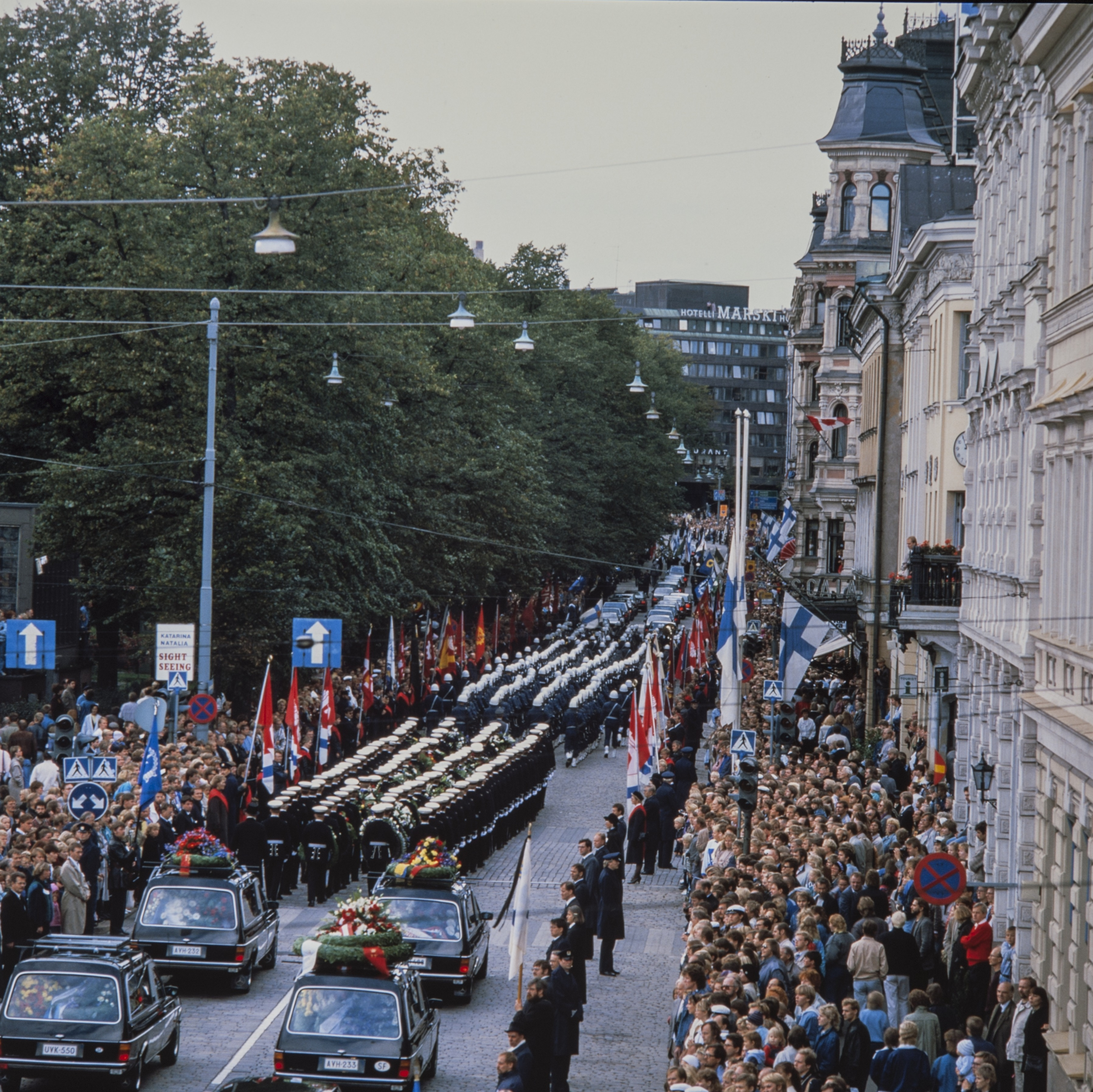
Urho Kekkonens begravning i Helsingfors 1986

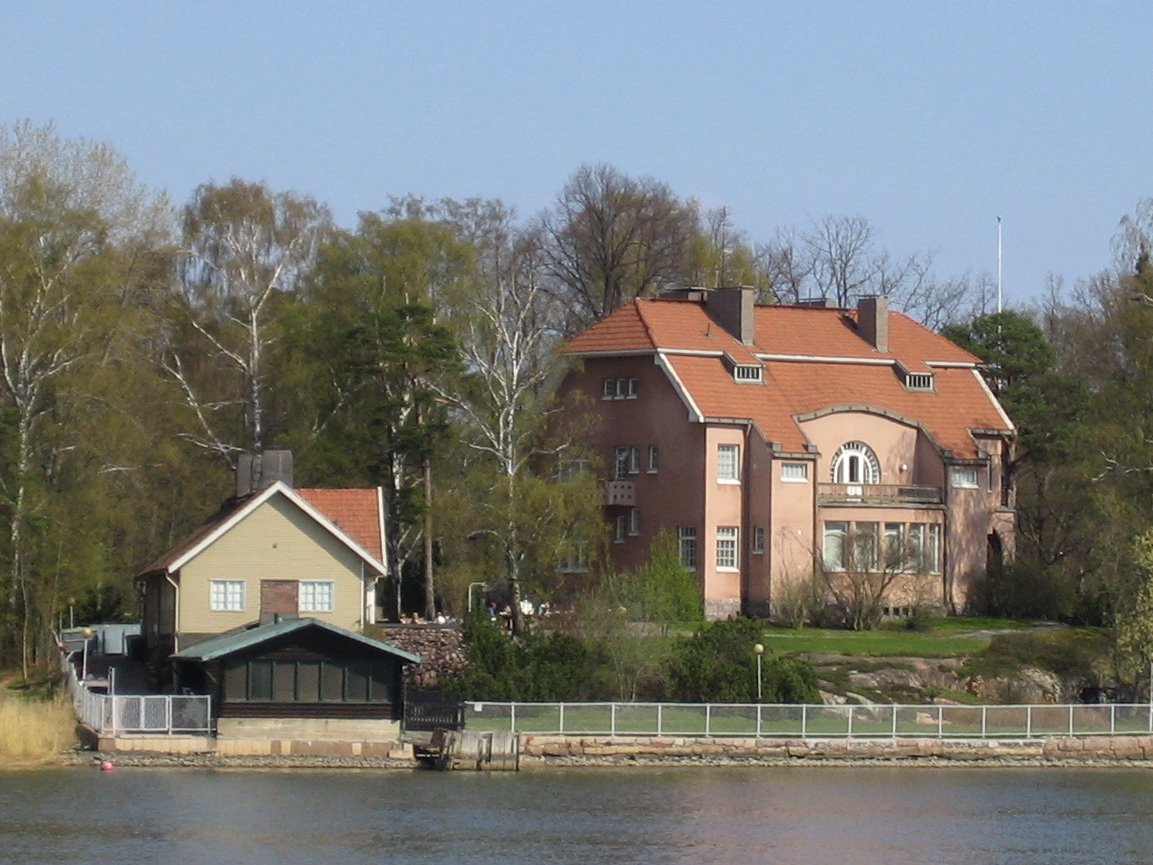
Villa Ekudden i Mejlans.

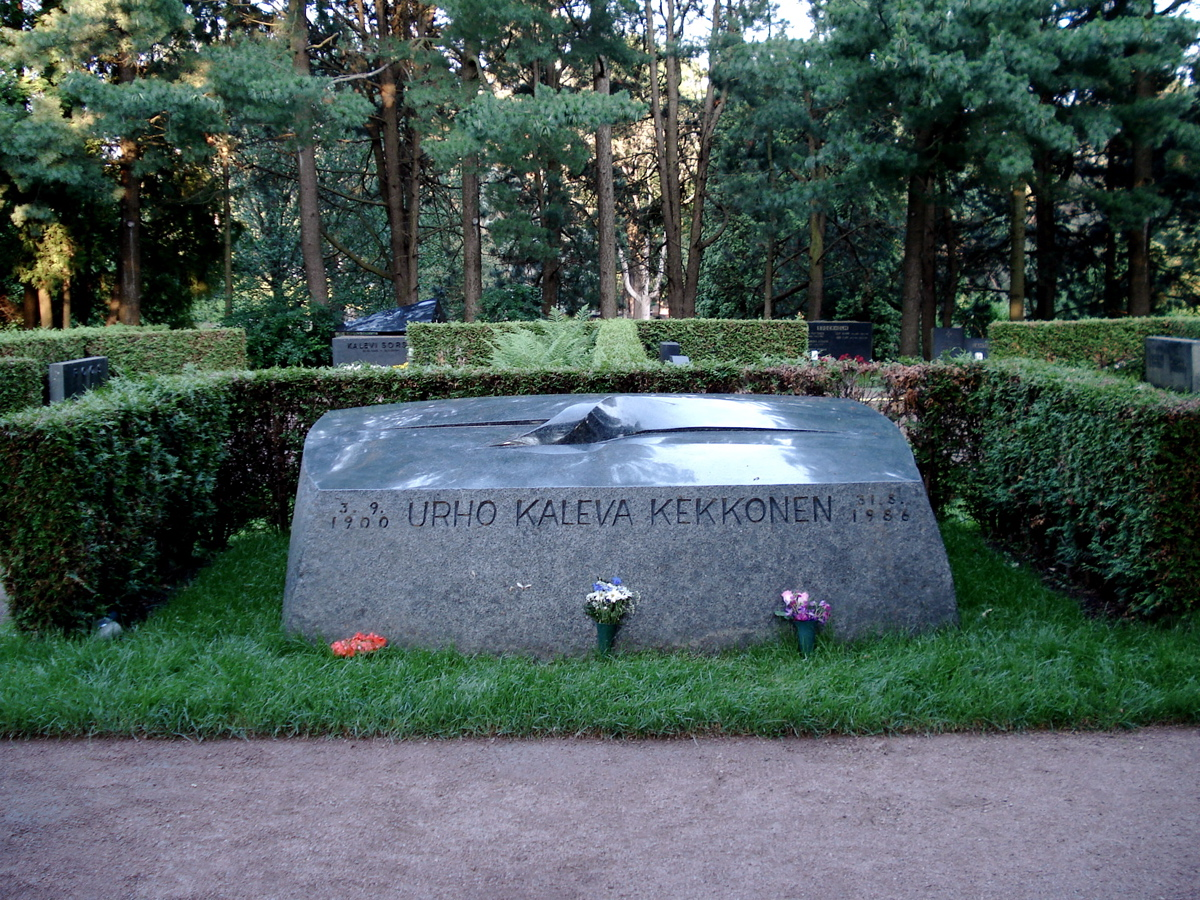
Kekkonens grav på Sandudds begravningsplats i Helsingfors.

Efter att Kekkonen steg ur rampljuset gjordes presidentens tjänstebostad Ekudden om till ett servicehem för honom. Under sina sista år distanserade sig Kekkonen från politiska ärenden och tog aldrig ställning i aktuella ärenden. På grund av sitt dåliga hälsotillstånd kunde han inte röra sig utomhus utan hjälp.
Kekkonen dog den 31 augusti 1986 i sitt hem Ekudden i Helsingfors, tre dagar innan han skulle fyllt 86. Gudstjänsten hölls i Helsingfors domkyrka och gravsättningen vid Sandudds begravningsplats.
Inga diagnoser över hans sjukdomshistoria har publicerats. Sjukjournalen fördes till Mejlans sjukhusarkiv och har försvunnit. Enligt de data som finns tillgängliga led han troligen av demens orsakad av upprepade slaganfall (aterosklerosrelaterad multiinfarktdemens). Man har dock inte kunnat peka på att sjukdomen skulle ha inverkat på maktutövningen.
Villa Ekudden gjordes om till ett museum som öppnades för allmänheten år 1987.

## Utmärkelser
- Riddare med kedja av Serafimerorden, 2 oktober 1956.[8]
- Kommendör med stora korset av Vasaorden, 24 maj 1952.[9]
- Lenins fredspris, 1980.[10][11]
- Leninorden, 1964